# Маленков, Александр Григорьевич
Александр Григорьевич Маленков (род. 4 августа 1972, Москва) — российский журналист, сценарист, писатель, автор юмористических рассказов и современной прозы.
Родился 4 августа 1972 года в Москве. Окончил Московский институт приборостроения по специальности «Прикладная математика». С 1998 года стал постоянным автором журнала «Men’s Health», с 2000 — его редактором, а потом и заместителем главного редактора. В 2002 году стал главным редактором русской версии мужского журнала Maxim и оставался им до момента закрытия журнала в 2022 году.
Является автором сценария к нескольким фильмам и сериалам (All inclusive, или Всё включено, Беспринципные), а также автором нескольких художественных произведений.
Состоит в отношениях с актрисой Лукерьей Ильяшенко.

### Книги[3]
- «БеспринцЫпные чтения. От „А“ до „Ч“»
- «Красные огурцы»
- «Сам по себе мальчик»
- «Лекция „День смеха“»
- «Лекция „День взятия Бастилии нахрапом“»
- «Мои университеты. Сборник рассказов о юности»

### Сценарии[4]
- All inclusive, или Всё включено (2011)
- Беспринципные (2020)
- Гаражники (2024)
- БеспринцЫпные чтения. Истории про мам (2024)